# Rudolf Christian Heinrich Kahle
Rudolf Christian Heinrich Kahle (* 24. November 1756 in Neustadt-Glewe; † 26. März 1843 in Schwerin) war ein deutscher Jurist. Er amtierte mehr als 40 Jahre als Bürgermeister in Schwerin.

## Leben
Kahle wurde im Wintersemester 1774/75 an der Universität Bützow unter Rektor Samuel Simon Witte als Student für das Fach Jura eingeschrieben. Nach Abschluss seines Studiums wurde er 1781 als Advokat bei der Justizkanzlei in Schwerin immatrikuliert.
Ab 1787 gehörte Kahle dem Rat der Stadt Schwerin an. Er fungierte 1788 als Stadthauptmann und war 1794 zunächst als zweiter, 1807 dann als erster Steuer-Inspektor tätig. Kahle amtierte ab 1800 bis zu seinem Tod 1843 als Bürgermeister von Schwerin. Am 10. Dezember 1818 wurde er zum Hofrat und anlässlich seines 50. Dienstjubiläums am 7. November 1837 zum Geheimen Hofrat ernannt.
Kahle betätigte sich auch als Sammler von Mineralien und Gestein. 1810 schenkte er dem Schweriner Gymnasium Fridericianum eine Sammlung von Gesteinsarten aus der Umgegend von Schwerin, über die Georg Christian Friedrich Lisch berichtete, sie habe „manche ausgezeichnete Exemplare“ enthalten. Der Großherzog von Mecklenburg erwarb nach Kahles Tod 1843 eine weitere Gesteinssammlung aus dessen Nachlass, die ebenfalls das Fridericianum erhielt.